# Panicum nodatum
Panicum nodatum är en gräsart som beskrevs av Albert Spear Hitchcock och Mary Agnes Chase. Panicum nodatum ingår i släktet vipphirser, och familjen gräs. Inga underarter finns listade i Catalogue of Life.